# Aerocondor

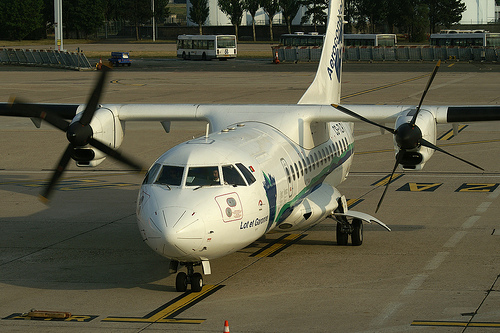
ATR 42 авіакомпанії Aerocondor

ATA Aerocondor Transportes Aéreos Lda, що діяла як Aerocondor, — колишня регіональна авіакомпанія Португалії зі штаб-квартирою у місті Кашкайш, що працювала на ринку регулярних пасажирських перевезень між континентальною частиною Португалії, Мадейрою, Францією і виконувала чартерні рейси в аеропорти Великої Британії та Іспанії.
Портом приписки авіакомпанії був Аеродром Кашкайш, її транзитними вузлами (хабами) — лісабонський Міжнародний аеропорт «Портела» і Міжнародний аеропорт Мадейри.

## Історія
Авіакомпанія була заснована в 1975 році як дочірній підрозділ авіаційного холдингу Aerocondor Group, при цьому 85,15 % власності перевізника належало групі Aerocondor SGPS і 14,85 % — фінансовій компанії Gestair Group. У компанії працювало 90 штатних співробітників.
У травні 2008 року Aerocondor припинила операційну діяльність по причині важкого фінансового положення і накопичених боргів кредиторам.

## Маршрутна мережа
У 2008 році авіакомпанія Aerocondor виконувала регулярні рейси в такі пункти призначення:
- Кашкайш — Аеропорт Кашкайш
- Віла-Реал — Аеропорт Віла-Реал,

а також сезонні міжнародні рейси в Ажен, Брагансу і чартерні рейси між Мадейрою і островами Порту-Санту.

## Флот
З червня 2008 року у власності авіакомпанії Aerocondor немає жодного повітряного судна, колишній флот був реалізований іншим перевізникам для погашення боргів Aerocondor. Компанія планувала придбати або взяти в оренду літаки Boeing 757 і Boeing 767, проте в червні 2008 року була оголошена банкрутом.
У різний час компанія експлуатувала наступні типи суден:
- ATR 42-300
- Dornier 228
- Shorts 360